# Dai (criptomoneda)
Dai (o DAI) es una criptomoneda estable que tiene como objetivo mantener su valor lo más cercano posible al dólar estadounidense (USD) a través de un sistema automatizado de contratos inteligentes en la  cadena de bloques de Ethereum. Dai se mantiene y regula por MakerDAO, una organización autónoma descentralizada (DAO) compuesta por los propietarios de su token de gobernanza, MKR. Para garantizar la estabilidad del Dai, sus propietarios pueden votar los cambios de ciertos parámetros en sus contratos inteligentes.
Juntos, Dai y MakerDAO están considerados los primeros ejemplos de finanzas descentralizada en recibir una adopción significativa.

## Visión general
Dai se creó a partir de un préstamo sobregarantizado y un proceso de reembolso facilitados por los  contratos inteligentes de MakerDAO en forma de aplicación descentralizada. Los usuarios que depositan Ether (u otras criptomonedas aceptadas como garantía real (colateral)) pueden tomar prestado contra el valor de sus depósitos y recibir Dai recién creado. El ratio de garantía de Ether está establecido actualmente al 150%;en otras palabras, depositando el valor de 150 dólares en Ether se permiten tomar prestados hasta 100 Dai (el equivalente aproximado a 100 dólares). Si el valor de las garantías reales disminuye por debajo de su ratio, el préstamo puede ser automáticamente liquidado a través los contratos inteligentes. Por otro lado, si su valor aumenta, se podrían tomar prestados más Dai.
Consecuentemente, al reembolsar un préstamo y su interés acumulado, los Dai devueltos son automáticamente destruidos y las garantías reales se liberan para su retirada. De este modo, se establece que el valor en USD del Dai está respaldado por el valor en USD de la garantía real subyacente sustentada por los  contratos inteligentes de MakerDAO. Controlando los tipos de garantías reales aceptadas, los ratios de garantía, y la tasa de interés para tomar prestado o almacenar Dai, MakerDAO es capaz de controlar la cantidad de Dai en circulación y, por tanto, su valor.
Los titulares del token MKR tienen garantizado el poder de proponer e implementar cambios en dichas variables a través de código. Los dueños del token de gobernanza pueden votar las modificaciones propuestas en idéntica proporción a la cantidad de tokens en su poder. El token MKR también sirve como inversión en el sistema MakerDAO. El interés añadido que los prestatarios devuelven, además de su préstamo principal, se usa para comprar tokens MKR en el mercado y quemarlos (i.e. destruir, sacar de circulación permanentemente). Este mecanismo permite hacer al MKR deflacionario en relación con los ingresos derivados de prestar Dai.

## Historia
MakerDAO se creó en 2014 por el emprendedor danés Rune Christenson.
El 18 de diciembre de 2017, Dai y sus contratos inteligentes asociados fueron lanzados oficialmente en la red principal de Ethereum. El precio del Dai se mantuvo satisfactoriamente cercano a un dólar estadounidense. durante su primer año de existencia; incluso aunque el precio del Ether, la única garantía real disponible en aquel momento, disminuyó más de un 80% durante el mismo periodo de tiempo.
En septiembre de 2018, la sociedad de capital de riesgo Andreessen Horowitz invirtió 15 millones de dólares en MakerDAO adquiriendo el 6% de todos los tokens MKR.
En 2018, MakerDAO creó Maker Foundation, situada en Copenhague, que sirve para ayudar a programar el ecosistema escribiendo el código necesario para hacer funcionar y adaptarse a la plataforma, por ejemplo.
En 2019, MakerDAO sufrió un conflicto interno sobre si debería integrarse más con el sistema financiero tradicional. Christenson quería un cumplimiento normativo más amplio para permitir a los activos basados en criptomoneda servir de garantía real para Dai. Este conflicto terminó con la salida del CTO de MakerDAO.
En marzo de 2020, Dai experimentó una espiral de desapalancamiento deflacionista a raíz de la extraordinaria volatilidad del mercado; justo al inicio de la pandemia de COVID-19. En su punto más alto, se forzó a comerciar hasta a 1,11 dólares americanos antes de regresar a su valor previsto de 1,00 dólares.